# Joseph Émile Mangin
Pour les articles homonymes, voir Mangin.
 (novembre 2023).
Si vous disposez d'ouvrages ou d'articles de référence ou si vous connaissez des sites web de qualité traitant du thème abordé ici, merci de compléter l'article en donnant les références utiles à sa vérifiabilité et en les liant à la section « Notes et références ».

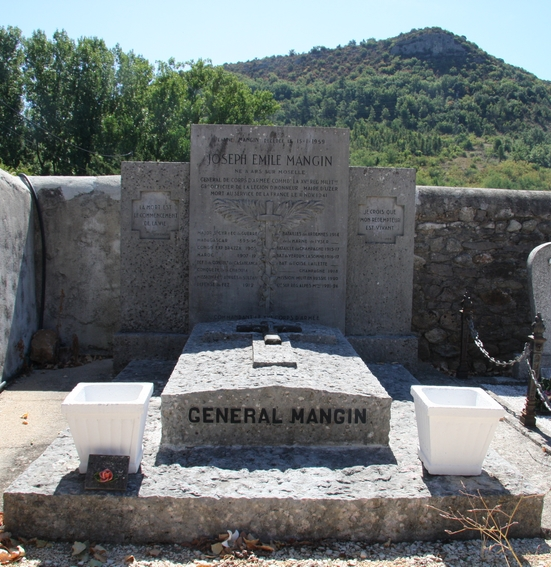
Tombe du général Mangin à Uzer en Ardèche.

Joseph Émile Mangin, né à Ars-sur-Moselle le 19 mars 1867 et mort le 11 novembre 1941 à Uzer est un général français.

## Carrière
Fils de Nicolas Louis Mangin et de Margueritte Remy.
- Ancien élève de l'école militaire de Saint-Cyr,
- Madagascar en 1895-1896,
- Algérie en 1903;
- Congo-Brazzaville 1905,
- Maroc 1907-1912, hors cadre pour commander les troupes chérifiennes;
- Défense de Fès 1912,
- Bataille de Dinant (1914);
- Bataille des Ardennes 1914, de la Marne et de l'Yser, colonel le 4 septembre 1914;
- Bataille de Champagne 1915-1917;
- Bataille de Verdun et de la Somme 1916-1917, général le 8 août 1916;
- Bataille de l'Oise et de l'Ailette;
- Bataille de Champagne 1918,
- Mission militaire en Russie 1920,
- Commandant supérieur du groupe fortifié des Alpes-Maritimes 1921-1924,
- Général de corps d'armée, commandant la XVe région militaire,
- Grand officier de la Légion d'honneur,
- Maire d'Uzer en Ardèche où il repose[1].

## Médailles

### Placard
|  |  |  |
|  |  |  |
|  |  |  |

### Intitulés
- Grand Croix de l'Ordre de la Légion d'honneur;
- Croix de guerre 1914-1918 (France) avec étoile rouge (blessure)
- Médaille coloniale avec agrafe Algérie;
- Médaille commémorative du Maroc (1909);
- Médaille commémorative de Madagascar
- Ordre du Mérite agricole;
- Ordre de Nichan Iftikhar;
- Ordre de l'Étoile d'Anjouan;
- Ordre du mérite militaire (Espagne) en zone de guerre.